# Загатальское землетрясение
7 мая 2012 года в 17 км к югу от азербайджанского города Закатала произошло землетрясение магнитудой 5,5 балла. В течение короткого времени после первого толчка последовали ещё два.
В результате землетрясения без крова осталось 1050 семей, 36 человек обратилось за медицинской помощью. 2000 построек оказались в аварийном состоянии.